# Sawrań (rzeka)
Sawrań, Sawranka (ukr. Саврань, Савранка) – rzeka na Ukrainie, prawy dopływ Bohu.
Płynie przez Wyżynę Podolską, długość rzeki wynosi 98 km, a powierzchnia dorzecza - 1767 km².